# Nesokia
Nesokia (Gray, 1842) è un genere di Roditori della famiglia dei Muridi.

## Descrizione

### Dimensioni
Al genere Nesokia appartengono roditori di grandi dimensioni, con lunghezza della testa e del corpo tra 150 e 271 mm, la lunghezza della coda tra 110 e 205 mm e un peso fino a 519 g.

### Caratteristiche craniche e dentarie
Il cranio è corto e largo, con una costrizione inter-orbitale consistente, le creste sopra-orbitali ben sviluppate ed il rostro corto. La bolla timpanica è grande e compressa. Il palato è stretto. Gli incisivi sono estremamente larghi. I molari sono grossi e robusti.
Sono caratterizzati dalla seguente formula dentaria:

### Aspetto
La pelliccia può essere sia corta, ruvida e rigida che lunga, fine e setosa. La testa è corta e rotonda, il muso è largo. La coda è considerevolmente più corta della testa e del corpo ed è cosparsa di pochi peli. I piedi hanno le dita di proporzioni normali, gli artigli sono grandi. Le femmine hanno un paio di mammelle pettorali, un paio post-ascellari e due paia inguinali.

## Distribuzione
Questo genere è diffuso dall'Africa nord-orientalie fino all'India settentrionale.

## Tassonomia
Il genere comprende 2 specie.
- Nesokia bunnii
- Nesokia indica